# Marcel Iancu
Marcel Iancu (cunoscut și ca Marcel Janco, în ebraică: מרסל ינקו, n. 24 mai 1895, Buzău, România – d. 21 aprilie 1984, Ein Hod⁠(d), Subdistrictul Haifa, Israel) a fost un pictor, arhitect și eseist român-evreu-israelian. A absolvit în 1917 Academia de Arhitectură din Zürich. A studiat pictura cu Iosif Iser. A fost unul dintre inițiatorii mișcării artistice Dada.

## Biografie
Încă din anii liceului scoate împreună cu Tristan Tzara și Ion Vinea revista „Simbol” (1912). Sosit la Zürich în 1915, pentru a studia arhitectura la Institutul Politehnic, frecventează reuniunile artistice de la „Cabaretul Voltaire”, unde îl cunoaște pe Hans Arp și se reîntâlnește cu Tristan Tzara, participând la inițierea mișcării „Dada” și, considerat ca principal autor al numelui mișcării - Arp îi persifla pe amicii români pentru că repetau adesea între ei „da, da”. În această perioadă prezintă afișe, măști, ilustrații, realizează scenarii și ține conferințe pe temele avangardei artistice. Celebre sunt afișul conceput pentru prima expoziție „Dada” în galeria lui Han Corray din Zürich și cel care anunța expoziția dedicată cubismului și artei negre. În 1919, la Basel, înființează împreună cu Hans Arp și Alberto Giacometti grupul „Artiștii radicali”. După ce trece prin Paris (1921), se desparte de Dada și de tendințele suprarealiste.
În 1922 revine în România, devenind unul dintre promotorii artei de avangardă. Face parte din cercul condus de poetul Ion Vinea, care edita revista „Contimporanul” (1924-1936) și participă cu tablouri la expoziții organizate împreună cu sculptorița Milița Petrașcu și pictorița Margareta Sterian. În spiritul efervescent al vremii, Marcel Iancu se afiliază unor grupări avangardiste cu o componentă eterogenă, ca "Art Nouveau" (1929-1932), „Grupul de artă” și „Criterion” (1933-1937), în care îi regăsim pe M.H. Maxy, Victor Brauner, Hans Mattis-Teutsch, Corneliu Michăilescu. Publică împreună cu Horia Creangă și Octav Doicescu un manifest: „Către o arhitectură a Bucureștilor” (Ed. Tribuna edilitară), o pledoarie pentru o capitală modernă.
În 1941 reușește să se refugieze în Palestina aflată sub mandat britanic. În 1948, după înființarea statului Israel, se afirmă ca profesor și animator al vieții culturale. Organizează grupul „Ofakim hadashim" (Orizonturi noi) și o asociere de creație artistică la Ein Hod, în 1953. În 1952 participă la Bienala din Veneția.
În lucrările de început (în jurul anului 1920), se preocupa de relațiile dintre formă și culoare, cu aplicații la ambianță. În România și apoi la Ein Hod, continuă seria sa de reliefuri policrome și de picturi în ulei, în care sunt dominante problemele de construcție, rezolvate prin perspectiva unui spirit raționalist. Este și autor al unor lucrări de arhitectură, de exemplu Casa „Juster” din București (1929).

### Expoziții personale
- București (între 1932 și 1939)
- New York (1950)
- Milano (1961)
- Paris (1963)

### Expoziții colective
- Expoziția „Dada”, New York (1954)

### Expoziții retrospective
- Tel Aviv (1959 și 1972)
- București (1996) cu un excelent catalog și aparat critic.

### Distincții
- Premiul israelian Dizengoff (1951)
- Premiul de Stat Israelian (1967)

## Note

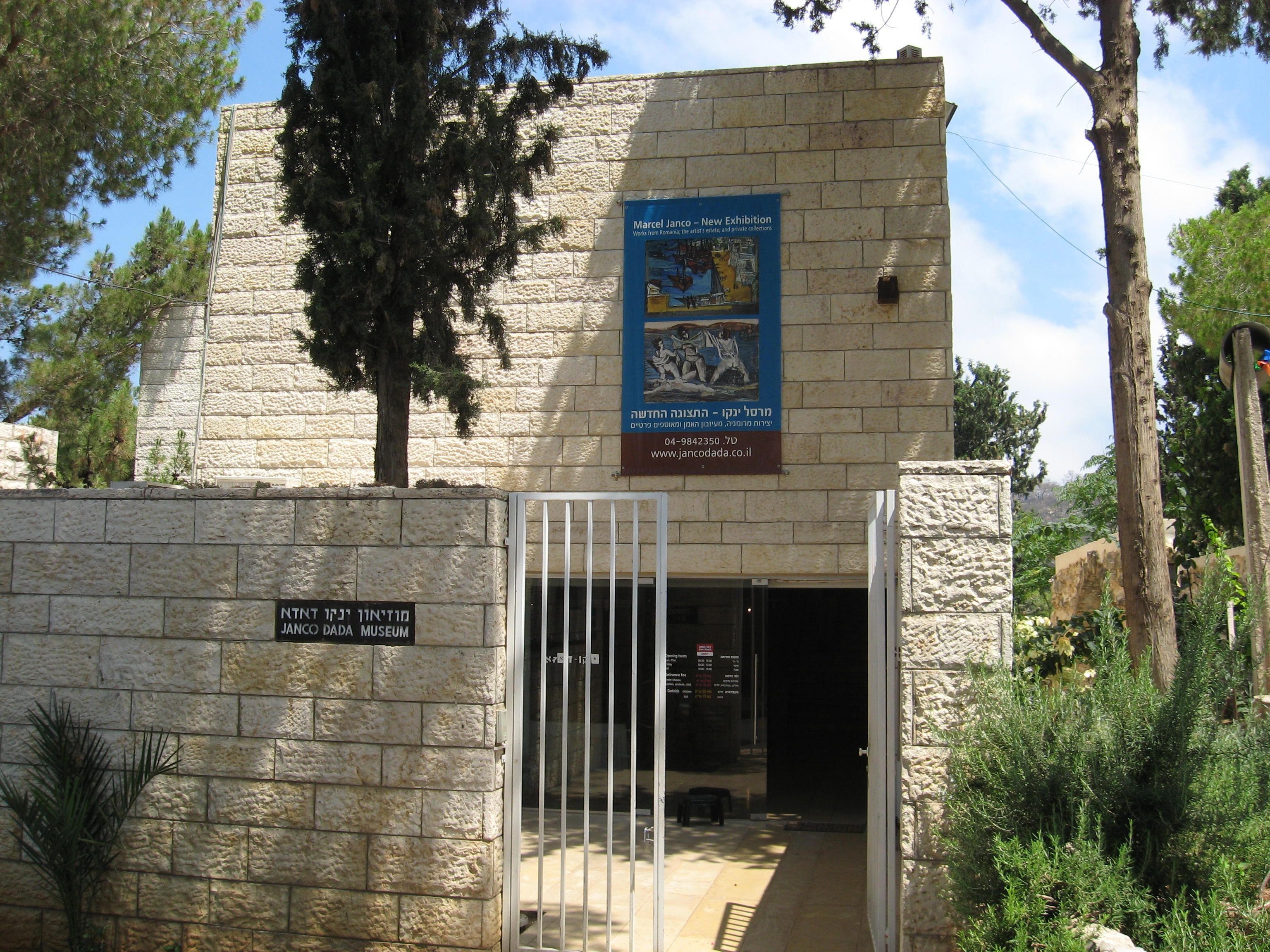
Muzeul Jancu - Dada din Ein Hod, Israel

## Bibliografie

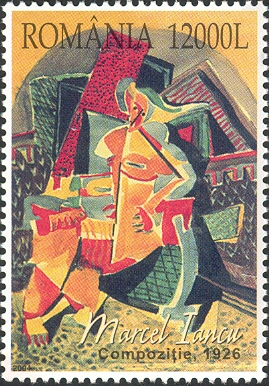
Marcă poștală din România, emisă în 2004 și reprezentând Compoziția 1926 de Marcel Iancu